# کاستلسپینا
کاستلسپینا (به ایتالیایی: Castelspina) یک کومونه در ایتالیا است که در استان آلساندریا واقع شده‌است.

## خصوصیات
کاستلسپینا ۵٫۵ کیلومترمربع مساحت و ۴۲۴ نفر جمعیت دارد و ۱۱۶ متر بالاتر از سطح دریا واقع شده‌است.

## نگارخانه

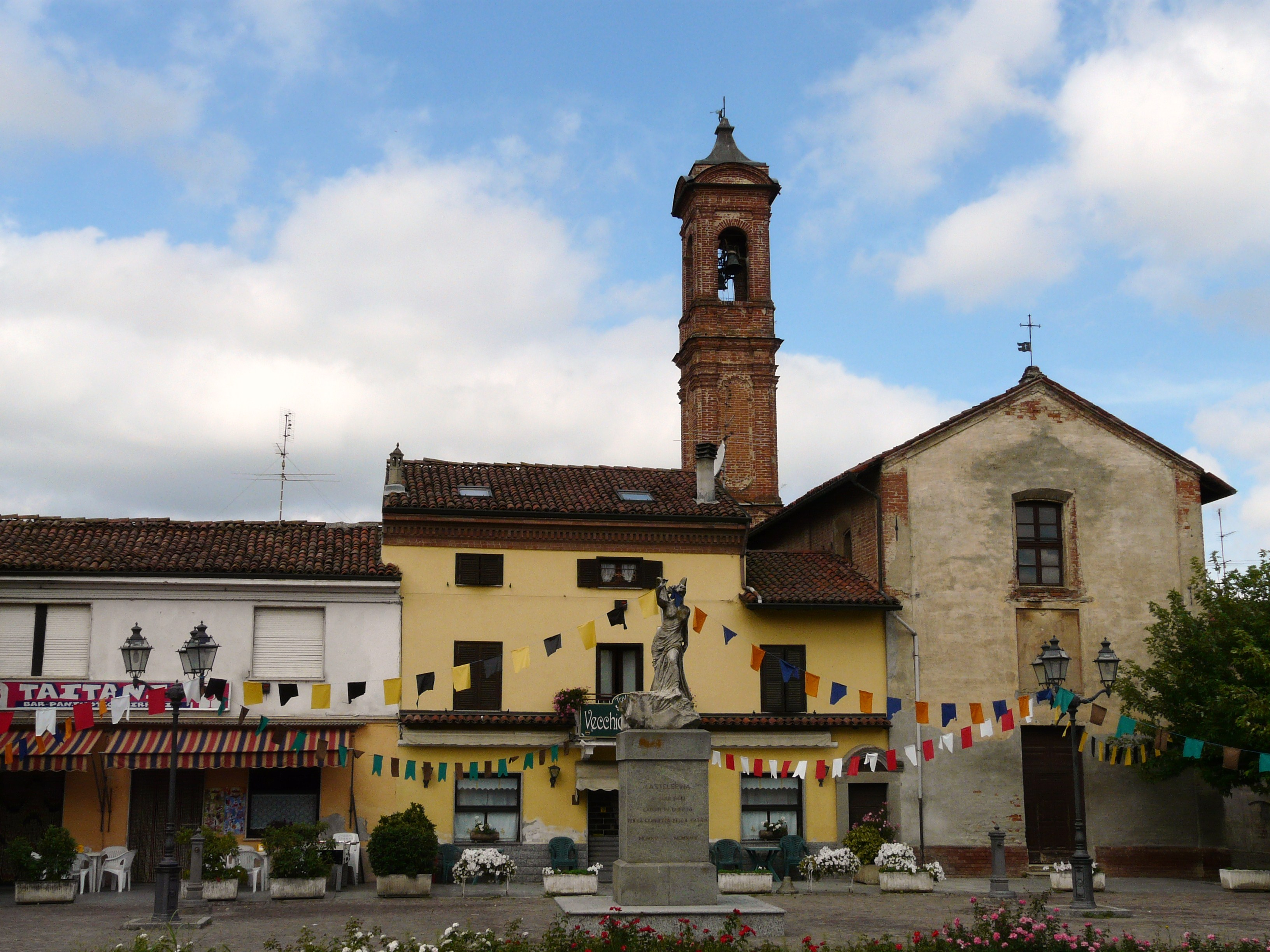